# Hassi Cheggar
Hassi Cheggar è uno degli undici comuni del dipartimento di Sélibabi, situato nella regione di Guidimagha in Mauritania. Contava 10.938 abitanti nel censimento della popolazione del 2000.